# Santa Cruz de Las Vegas
Santa Cruz de Las Vegas es un caserío peruano ubicado en el distrito de Pacaipampa, perteneciente a la provincia de Ayabaca del departamento de Piura, al norte del Perú.

## Ubicación
Santa Cruz de Las Vegas se ubica al sureste de la provincia de Ayabaca, en el distrito de Pacaipampa, en el departamento de Piura.

## Demografía
En 2017 Santa Cruz de Las Vegas tenía una población de 89 habitantes.